# Haus Dahlhausen

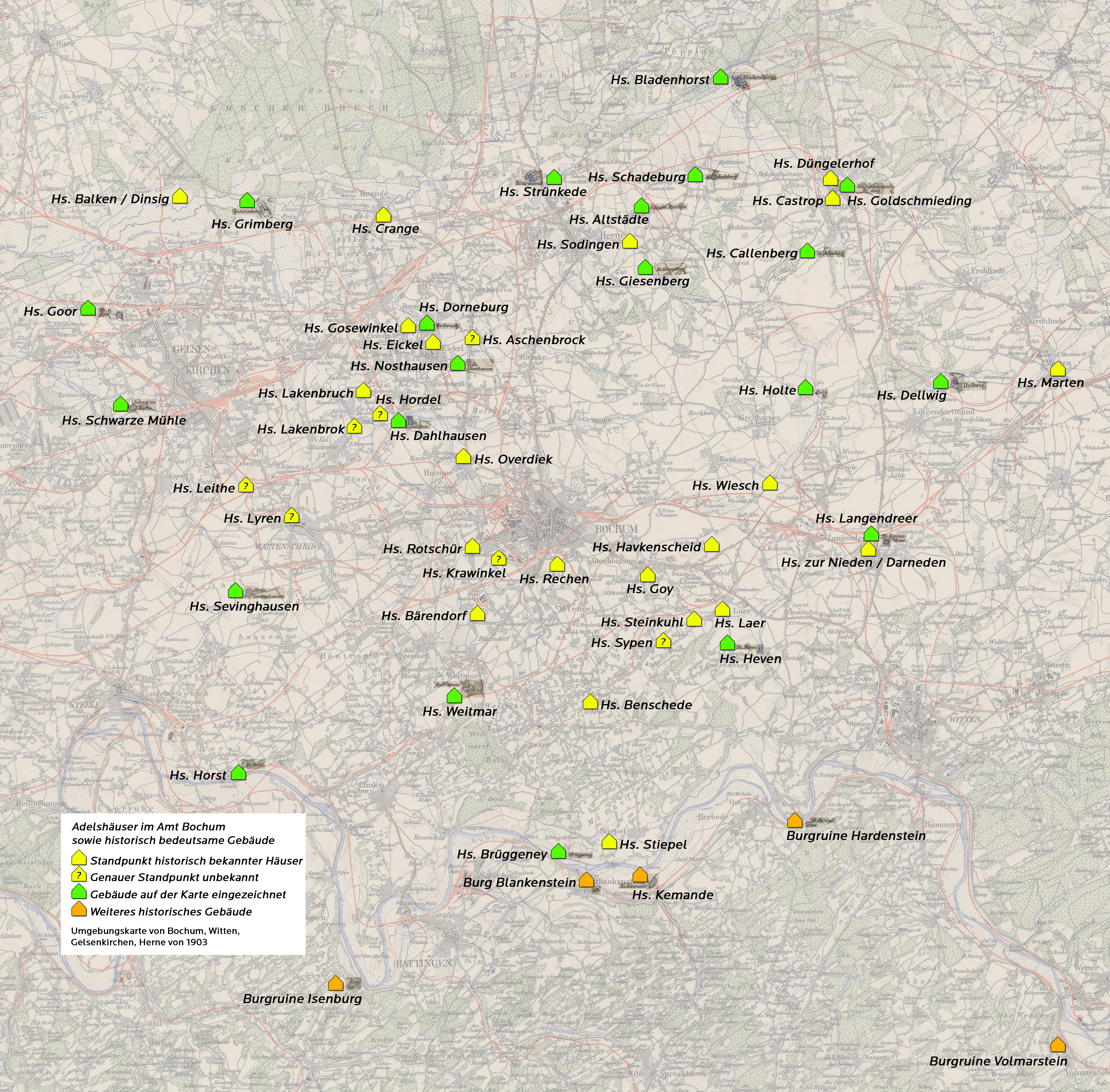
Die Adelssitze und Rittergüter im Amt Bochum mit einer Einzeichnung von Haus Dahlhausen

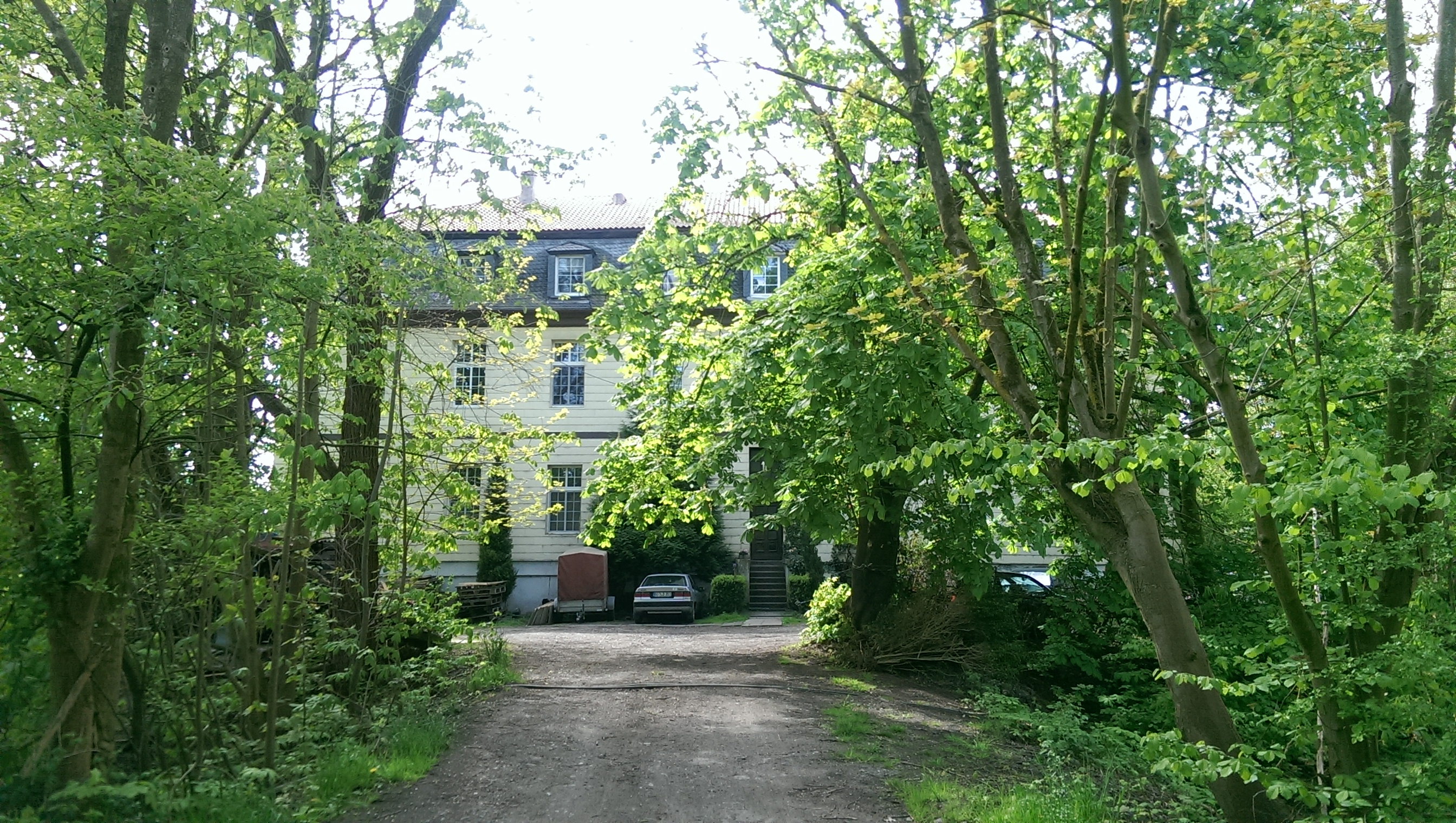
Haus Dahlhausen (2015)

Das Gut Haus Dahlhausen im Bochumer Stadtteil Hordel ist ein ehemaliges Rittergut, dessen Geschichte bis in das Mittelalter zurückreicht.

## Geschichte
Haus Dahlhausen war der Stammsitz der seit 1321 in den Schriftquellen erwähnten gleichnamigen Familie von Dahlhausen, die ihn von der Abtei Essen zu Lehen besaßen. Im Erbgang gelangte er 1546 durch Heirat in den Besitz des Heinrich von Düngelen. Goswin von Düngelen heiratete Elisabeth, die Tochter Melchior von Havkenscheids. Ihre Tochter Anna von Düngelen war Kapitularin des adeligen Damenstiftes Kloster Elsey und heiratete am 18. Oktober 1644 Jörgen Christoph von Schell, der 1651 vom Grafen von Styrum mit Haus Rechen belehnt wurde. Karl Ferdinand Franz Philipp Amalius Freiherr von Düngelen starb hier ohne männliche Nachkommen am 21. Juni 1802.
Nach deren Aussterben ging es nach einem längeren Erbschaftsprozess am 3. Juli 1809 an die Familie Schragmüller über.
Die Tochter des Bochumer Bürgermeisters Stellmann, Helene Regina, heiratet am 3. Mai 1829 den Rittergutsbesitzer Hauptmann a. D. Karl Henrich Schragmüller.
Das Anwesen erbte der Lieutenant und Amtmann Carl-Anton Schragmüller (1858–1934). Während seiner Zeit als Amtsmann in Schlüsselburg bekam er und seine Frau Valesca (geborene Cramer von Clausbruch) ihre Tochter Elsbeth, die spätere bekannt gewordene Leiterin der deutschen Spionageabteilung gegen Frankreich im Ersten Weltkrieg. Die nahe bei dem Rittergut liegende Zechen Hannover und Hannibal verursachten schweren Bergschäden und ein Absinken des Grundwasserspiegels. U.a. deswegen erfolgte die Einstellung des Betriebes der zum Gut befindlichen „Grieskamp-(Wasser-) Mühle“. Schragmüller klagte gegen Besitzer der Zechen, die Firma Krupp. 1890 wurde dann das Haus und die dazugehörigen Ländereien für 580 000 Goldmark an den Konzern verkauft. Die Familie zog zuerst in eine Villa nach Eickel, und später dienstlich ins Amt Mengede. Dort kam neben anderen Kindern auch noch Konrad Schragmüller zur Welt.
Der Familie Schragmüller gehörte auch das Haus Havkenscheid in Altenbochum. Mitglieder der Familie sind auf dem ehemaligen Friedhof, heute Kortumpark, begraben. Die Straße Schragmüllerstraße wurde 1926 nach der Familie benannt.
Auf dem Gelände wurde zwischen 1906 und 1915 von der Firma Krupp die Arbeitersiedlung Dahlhauser Heide errichtet. Das Gut Dahlhausen wurde bis 1973 von der Firma Krupp nebst landwirtschaftlichen Ländereien verpachtet. Der letzte Pächter war der Bauer Michael. Seit 1974 befindet sich Haus-Dahlhausen im Besitz der Familie Göbel, die dort einen Ponyhof betreibt und die Anlage durch zwei Reithallen sowie ein Restaurant mit gutbürgerlicher Küche erweitert hat. Hier hat auch der Reiterverein „Bochum-Hordel“ sein Zuhause.
Das Herrenhaus steht seit dem 30. Oktober 1989 unter der Nummer A 112 unter Denkmalschutz.

## Trivia
Der damals (evtl. 18 Jhdt.) an der heutigen Schragmüllerstraße lebende Kohlenhändler Fritz-Gustav Müller eröffnete dort ein Geschäft, von wo aus er die „Hordeler Nußkohlen“ bis in die Nachbarstadt Wanne-Eickel auslieferte. Dieser Kohlenhändler baute in seinem Garten statt Gemüse hauptsächlich Hanf an; daher wurde er von seinen Nachbarn als „der schräge Müller“ bezeichnet, woraus dann im Laufe der Zeit „Schragmüller“ wurde.